# Luis Paz
Luis Carlos Paz Moreno (25 giugno 1942 – 29 giugno 2015) è stato un calciatore colombiano, di ruolo centrocampista.

## Carriera
Prese parte con la nazionale colombiana ai Mondiali del 1962.

## Palmarès

### Club

#### Competizioni nazionali
- Campionato colombiano: 1

Deportivo Cali: 1967